# Каратель (фільм, 1968)
«Каратель» — радянський художній фільм грецького режисера Маноса Захаріаса, поставленого ним під час політичної еміграції в СРСР. Картина знята на кіностудії «Мосфільм» в 1968 році (вихід на кіноекрани —1969 рік).

## Сюжет
Дія відбувається в Греції в епоху режиму полковників. Солдат Вангеліс бере участь в розстрілі комуніста, за що отримує звільнення позачергово. Один з товаришів по службі Вангеліса, Дімітріс, відмовився брати участь в розстрілі, за що був посаджений під арешт, і Вангелісу наказали зайняти його місце. У місті Вангеліс зустрічається зі своєю подругою Марією і друзями. Але саме цього дня Вангелісу не по собі. Він хоче зізнатися дівчині у тому, що мимоволі скоїв убивство, але у нього не вистачає духу. Однак нести непосильний тягар сумнівів він теж не може і дає вихід жорстокості у вуличній бійці з п'яним перехожим, який приставав до Марії. Рятуючись від патруля, Вангеліс знаходить притулок в місцевій церкві, де сповідується тамтешньому священикові, який дає Вангелісу зрозуміти, що засуджує його, тому що сам під час Другої Світової війни вбив безліч гестапівців, щоб помститися за смерть батьків, але в результаті не знайшов душевного спокою, тому що вбивати людей, на його думку, все одно жахливо. Вангеліс потім приходить до друзів Марії, але й там не знаходить спокою — спочатку з газетної статті він дізнається, що страченому комуністу було всього 19 років, а потім розмова друзів переходить в суперечку на тему, що режим хунти в результаті призведе до того, що в найближчому майбутньому знову повториться громадянська війна, в якій Вангеліс «буде по них стріляти». У підсумку Вангеліс знаходить Марію на світанку наступного дня. Їх зустріч сповнена ніжності і гіркоти, а сповідь солдата-карателя болісна. Вангеліс зізнається в участі в розстрілі і вирішує, що їм краще розлучитися. Він проводжає Марію до її роботи, після чого його заарештовує патруль за нічну бійку, але тепер він вже не той покірний солдат, яким був раніше — коли його везуть в частину, його супроводжуючих просять допомогти осідлати відв'язаного коня, але Вангеліс звільняє останнього. У фінальній сцені Вангеліс сидить в одній камері з Дімітрісом і питає того, чи не був розстріляний його родичем, через що Дімітріс, можливо, і відмовився від участі. Дімітріс відповідає, що ні, тим самим даючи зрозуміти, що він дотримується тих же принципів, що і священик — вбивати погано.

## У ролях
- Євген Кіндінов —  Вангеліс
- Марія Вандова —  Марія
- Віктор Войніческу-Соцький —  Дімітріс
- Георгій Бурков —  Нікос
- Сергій Шакуров —  Тоні
- Світлана Орлова —  Елені
- Ірина Пайкина —  Маргарита
- Армен Джигарханян —  сержант
- Леонід Каневський —  пан Андреас
- Сотірос Белевендіс —  Сотірхос
- Манос Захаріас —  священик
- Борис Клюєв —  патрульний

## Знімальна група
- Режисер — Манос Захаріас
- Сценаристи — Олег Стукалов-Погодін, Георгіс Севастікоглу
- Оператор — Герман Лавров
- Композитор — Мікіс Теодоракіс
- Художник — Абрам Фрейдін